# Peter Bonerz
Peter Bonerz (Portsmouth, 6 agosto 1938) è un regista e attore statunitense.

## Filmografia parziale

### Regista
Cinema
- Nobody's Perfekt (1981)
- Scuola di polizia 6 - La città è assediata (Police Academy 6: City Under Siege) (1989)

Televisione
- Father O Father (1976) - film TV
- The Bob Newhart Show (1974-1978) - 29 episodi
- Apple Pie (1978) - 8 episodi
- A Dog's Life (1979) - film TV
- Love, Natalie (1980) - film TV
- G.I.'s (1980) - film TV
- Archie Bunker's Place (1979-1980) - 4 episodi
- Maggiordomo per signora (1981-1982) - 16 episodi
- Suzanne Pleshette Is Maggie Briggs (1984) - 6 episodi
- P/S - Pronto soccorso (1984-1985) - 22 episodi
- Foley Square (1985-1986) - 9 episodi
- You Again? (1986) - 3 episodi
- ALF (1986-1987) - 9 episodi
- The Thorns (1988) - 7 episodi
- Mia sorella Sam (1987-1988) - 11 episodi
- Una famiglia tutto pepe (1990-1991) - 4 episodi
- Scuola di football (1990-1991) - 7 episodi
- Room for Two (1992) - 5 episodi
- Flying Blind (1992-1993) - 4 episodi
- Love & War (1992-1993) - 12 episodi
- Wings (1994) - 11 episodi
- Hope & Gloria (1995) - 3 episodi
- The Naked Truth (1995-1996) - 4 episodi
- Murphy Brown (1991-1998) . 93 episodi
- Friends (1994-1998) - 12 episodi
- Quell'uragano di papà (1996-1999) - 29 episodi
- The Hughleys (1998-1999) - 6 episodi
- Just Shoot Me! (1999-2001) - 4 episodi
- Good Morning, Miami (2003-2004) - 13 episodi
- Joey (2005-2006) - 3 episodi
- A casa di Fran (2005; 2007) - 3 episodi

### Attore
Cinema
- La terza fossa (What Ever Happened to Aunt Alice?), regia di Lee H. Katzin (1969)
- America, America, dove vai? (Medium Cool), regia di Haskell Wexler (1969)
- Comma 22 (Catch-22), regia di Mike Nichols (1970)
- I maledetti figli dei fiori (Jennifer on My Mind), regia di Noel Black (1971)
- ...e tutto in biglietti di piccolo taglio (Fuzz), regia di Richard A. Colla (1972)
- Nobody's Perfekt, regia di Peter Bonerz (1981)

Televisione
- The Smothers Brothers Comedy Hour (1968-1969)
- The Governor & J.J. (1969)
- Come rompere un felice divorzio (1976) - film TV
- The Bob Newhart Show (1972-1978)
- Donne allo specchio (1979) - film TV
- Psicanalista a tempo perso (1983) - film TV
- Dalle 9 alle 5, orario continuato (1982-1983)
- La signora in giallo (Murder, She Wrote) - serie TV, episodio 2x21 (1986)
- Three Sisters (2001-2002)
- Retired at 35 (2011-2012)